# Dean Monroe
Dean Monroe (* 7. července 1972 Anglie) je umělecké jméno britského pornoherce, modela, výtvarníka a hudebníka.

## Kariéra
Dean Monroe je Angličan s řeckými předky. Vyrůstal v australském Melbourne.
S kariérou v gay pornografii začal v roce 2000. Sám uvádí, že se nikdy nehlásil do konkurzu. V rozhovoru pro Beautiful Mag uvedl, že jeho fotografii poslal tehdejší partner do gay časopisu a redakce usoudila, že jde o přihlášku k natáčení filmu The White Room. Film vydala v roce 2000 společnost Sports & Recreation. Režíroval ho Sean Spence a Deanovými partnery byli v úvodní scéně Matthew Green a v závěrečné scéně Ben Duffy. Umělecké jméno Dean Monroe mu dal právě režisér jeho prvního snímku podle hollywoodské dvojice Marilyn Monroe a James Dean.
Po první zkušenosti začal spolupracovat i s dalšími studii a záhy získal věhlas díky společnosti Falcon Studios. Mezi pozoruhodné filmy jeho práce pro velká studia řadí J.C. Adams tituly Bang Bang! (Mustang Studios, 2005), Heaven to Hell (Falcon, 2005), Riding Hard (Falcon, 2006). Specialitou z té doby je snímek Black Balled 5: Star Fucker (All Worlds Video, 2006) v režii Chi Chi LaRue.
Poté však přerušil svou pornografickou kariéru, aby se věnoval jiným oblastem činnosti včetně hudební produkce. Podle vlastního vyjádření tak učinil na přání tehdejšího partnera. Mezi poslední snímky před touto pauzou patřily Cock Shots (Studio 2000) a Rich Kid (Private Man) vydané v roce 2007.

## Další působení
V roce 2008 pracoval na nahrávání hudebního alba s názvem Venom a na svém blogu tehdy anoncoval první single „Drop Your Guns“. Koncem listopadu nicméně ohlásil a v prosinci téhož roku uvedl jako první singl s názvem „Closer to You“. O rok později v rozhovoru pro GaydarNation.com uvedl, že se dosud online prodalo asi 5 tisíc kopií tohoto singlu. Tvůrci filmu Seeing Heaven (2010, režie Ian Powell) si jej vybrali také pro soundtrack tohoto britského gay thrilleru.
V roce 2010 účinkoval v londýnském West Endu v projektu Naked Boys Singing, který spojoval na pódiu zpěv s tancem a mužskou nahotou. Jeho sólovou písní v celém představení byla „Perky Little Porn Star“.
V roce 2012 účinkoval ve videoklipu drag queen Willam Belli k tanečnímu singlu jménem „Trouble“ (v režii Chi Chi LaRue).
V dubnu 2012 vyšla fotografická kniha Dean Monroe's World: a collection of photographs 1972-2012. Její název mimo jiné odkazuje ke stejnojmennému osobnímu blogu, který si Dean Monroe založil už v roce 2006.
V roce 2013 se připojil k řadě pornoherců, které si jako modely vybral pro předvádění svého spodního prádla návrhář Andrew Christian.
Vystupoval i v dokumentárním filmu Sagat (2011, r. Jérôme M. Oliveira a Pascal Roche) o jeho francouzském kolegovi z branže.
Na jaře 2017 společnost Falcon ohlásila jeho návrat v novém pokračování snímku Heaven to Hell z roku 2004, když se Dean Monroe ujal role ďábla ve filmu s názvem Earthbound: Heaven to Hell 2, ohlášeném k vydání v květnu 2017.

## Ocenění
- 2011 Grabby Awards: uveden na Zeď slávy / Wall of fame[26]
- 2012 Grabby Awards: Nejžhavější rimmingová scéna / Hottest rimming spolu s Kaydenem Hartem a Christianem Rayem v Below the Rim 2: Lick it Clean (Channel 1 Releasing, režie Chi Chi LaRue)
- 2013 Cybersocket Web Awards: Nejlepší pornohvězda / Best Porn Star[27]

V roce 2013 byl nominován na Účinkujícího roku Grabby Awards, ocenění však nakonec získali Trenton Ducati a Jimmy Durano. Nominaci získal také v roce 2008 za účinkování ve filmu Rich Kid (Private Man).
Nominaci na Nejlepší pornohvězdu Cybersocket Web Awards získal už v roce 2012, spolu s 53 dalšími herci.
Třikrát se objevil v top ten Nejlepší sex roku, resp. Nejlepší sex pro tři a víc v Hard Choice Awards.